# Musikjahr 1899
Liste der Musikjahre

◄◄ | ◄ | 1895 | 1896 | 1897 | 1898 | Musikjahr 1899 | 1900 | 1901 | 1902 | 1903 | ► | ►►

Weitere Ereignisse
Dieser Artikel behandelt das Musikjahr 1899.

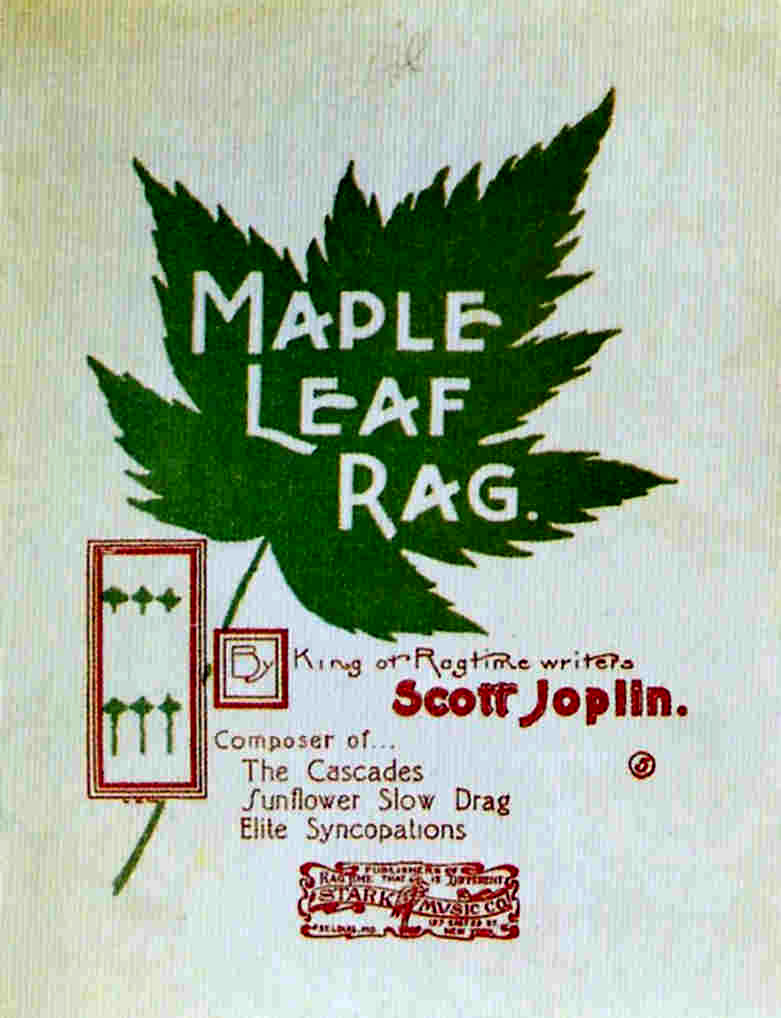
Maple Leaf Rag – Titelblatt der Erstausgabe (1899)

## Ereignisse
- 27. April: Als weltweit erstes Schallarchiv wird das Phonogrammarchiv der Akademie der Wissenschaften in Wien gegründet.
- 29. Dezember: Die Humanistin und Dichterin Elizabeth Wolstenholme Elmy schreibt das Lied War Against War in South Africa.

## Instrumentalmusik (Auswahl)
- 03. März: In Frankfurt am Main wird Richard Strauss’ sinfonische Dichtung Ein Heldenleben uraufgeführt.
- 18. Juni: Uraufführung der Enigma-Variationen von Edward Elgar in der St. James Hall in London unter Leitung von Hans Richter
- John Philip Sousa: Hands Across the Sea (Marsch)
- Anton Stepanowitsch Arenski: Die Fontäne von Bachtschissarai, Kantate op. 46
- Claude Debussy: Le Roi Lear (Bühnenmusik); Nocturnes
- Jean Sibelius: Snöfrid für Sprecherin, Chor und Orchester op. 29
- Richard Strauss: Fünf Lieder op. 41; Drei Männerchöre op. 45; Zwei Männerchöre op. 42
- George Enescu: Aubade für Streichtrio; Violinsonate Nr. 2 f-Moll op. 6
- Sergei Iwanowitsch Tanejew:  Streichquartett Nr. 4 op. 11
- Max Reger: Introduktion und Passacaglia d-Moll

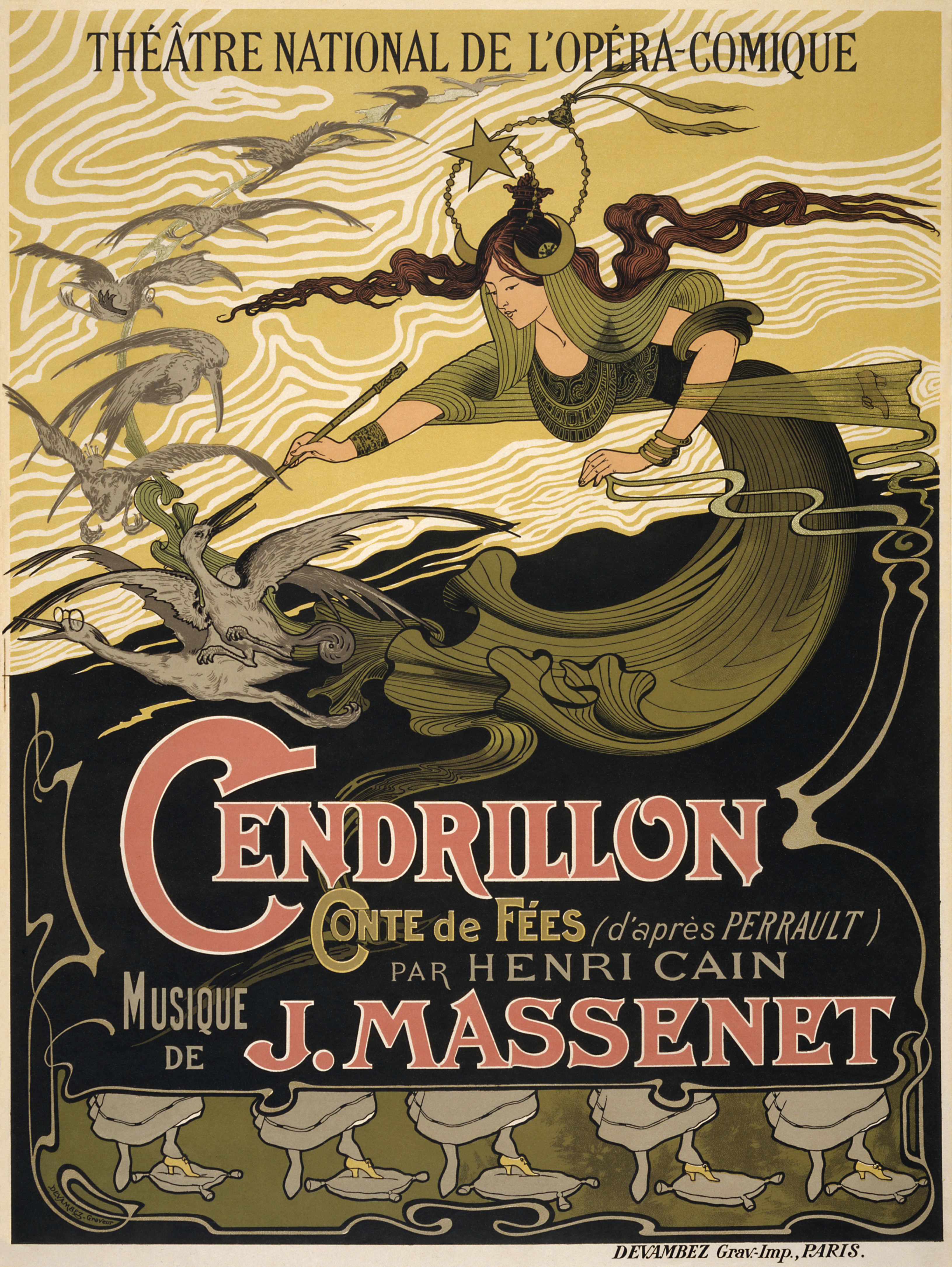
Jules Massenet – Cendrillon – Plakat der Uraufführung

## Musiktheater
- 01. Januar: Uraufführung der Oper Eva von Josef Bohuslav Foerster am Nationaltheater Prag
- 17. Januar: Uraufführung der Oper Die Kriegsgefangene von Karl Goldmark an der Hofoper in Wien
- 29. Januar: Uraufführung der Oper Ihre Exzellenz von Richard Heuberger am Theater an der Wien in Wien
- 26. Februar: Uraufführung der Oper Der Pfeifertag von Max von Schillings am Hoftheater in Schwerin
- 21. März: Uraufführung der Oper Regina von Albert Lortzing. Das 1848 komponierte Werk kam wegen politischer Bedenken erst lange nach dem Tode Lortzings, in der Berliner Königlichen Oper zur Aufführung. Allerdings wurde das Werk zwischenzeitlich nochmals von Adolph L’Arronge bearbeitet um der Zensur zu entgehen.
- 01. Mai: Am Apollo-Theater in Berlin findet vom Komponisten dirigiert die Uraufführung der burlesk-phantastischen Ausstattungsoperette Frau Luna von Paul Lincke nach einem Libretto von Heinrich Bolten-Baeckers statt. Sie wird das erfolgreichste Werk des Komponisten.
- 24. Mai: Die Märchenoper Cendrillon von Jules Massenet mit dem Libretto von Henri Cain nach dem Märchen Cendrillon ou la Petite Pantoufle de verre (Aschenputtel oder der kleine Glasschuh) von Charles Perrault hat mit großem Erfolg ihre Uraufführung an der Opéra-Comique in Paris. Sie wird innerhalb der nächsten zehn Jahre auf drei Kontinenten gespielt.
- 26. Juli: Beim Sommertheater Venedig in Wien erfolgt die Uraufführung der Operette Die Landstreicher von Carl Michael Ziehrer. Das Libretto stammt von Leopold Krenn und Karl Lindau.
- 26. Oktober: Am Wiener Carltheater wird die Operette Wiener Blut von Johann Strauss (Sohn) mit dem Libretto von Victor Léon und Leo Stein uraufgeführt. Die Musik wurde von Adolf Müller junior nach Motiven des zwischenzeitlich verstorbenen Johann Strauss zusammengestellt. Die Uraufführung war ein Misserfolg. Später konnte sich das Werk aber durchsetzen.
- 03. November: Die Zarenbraut, Nikolai Rimski-Korsakows Oper nach der gleichnamigen historischen Tragödie von Lew Mei, wird in Moskau uraufgeführt.
- 14. November: Uraufführung der Oper Der Sarazene von César Cui am Mariinski-Theater in Sankt Petersburg
- 23. November: Uraufführung der Oper Die Teufelskäthe von Antonín Dvořák in Prag.
- 18. Dezember: Am Berliner Apollo-Theater wird die Operette Im Reiche des Indra von Paul Lincke nach einem Libretto von Heinrich Bolten-Baeckers und Hans Brennecke uraufgeführt.
- 31. Dezember: Im Königlichen Opernhaus Berlin wird die Märchenoper in drei Akten König Drosselbart mit einem Libretto von Axel Delmar und der Musik von Gustav Kulenkampff uraufgeführt.

Weitere Bühnenwerksuraufführungen
- Arthur Sullivan: The Rose of Persia (Komische Oper)
- John Philip Sousa: Chris and the Wonderful Lamp (Operette)
- Sidney Jones: San Toy (musikalisches Bühnenwerk)

## Geboren

### Januar bis Juni
- 01. Januar: Raymond Loucheur, französischer Komponist († 1979)
- 05. Januar: Ruggero Gerlin, italienischer Cembalist und Musikpädagoge († 1983)
- 05. Januar: Joan Peebles, kanadische Sängerin († 1991)
- 06. Januar: Sophie-Carmen Eckhardt-Gramatté, russisch-deutsch-kanadische Klavier- und Violinvirtuosin und Komponistin († 1974)

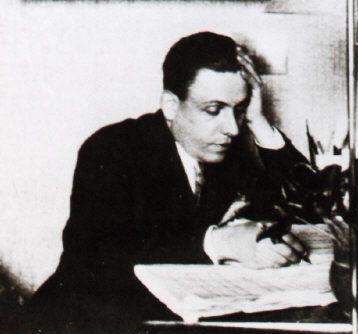
Francis Poulenc; * 7. Januar

- 07. Januar: Francis Poulenc, französischer Pianist und Komponist († 1963)
- 10. Januar: Daniel Guilet, französisch-amerikanischer Geiger und Musikpädagoge russischer Herkunft († 1990)
- 12. Januar: Pierre Bernac, französischer Sänger und Gesangslehrer († 1979)
- 13. Januar: Maurice Onderet, belgischer Geiger und Musikpädagoge († 1982)
- 21. Januar: Rudi Blesh, US-amerikanischer Jazzautor († 1985)
- 21. Januar: Alexander Nikolajewitsch Tscherepnin, russischer Komponist († 1977)
- 25. Januar: Sleepy John Estes, US-amerikanischer Blues-Musiker († 1977)
- 27. Januar: Piet van Mever, niederländischer Komponist († 1985)
- 15. Februar: George Auric, französischer Komponist († 1983)
- 19. Februar: Karl Ettl, österreichischer Opernsänger († 1956)

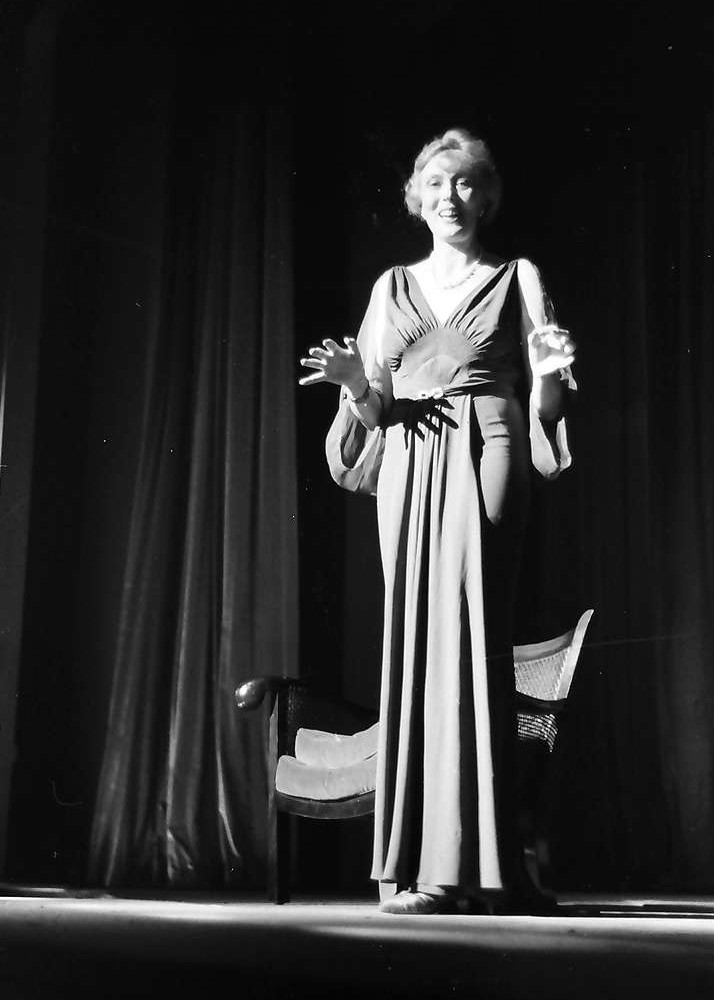
Olga Rinnebach; * 24. Februar

- 24. Februar: Olga Rinnebach, deutsche Kabarettistin, Diseuse und Musikerin († 1957)
- 07. März: Jacques Gordon, US-amerikanischer Geiger, Dirigent und Musikpädagoge († 1948)
- 10. März: Finn Høffding, dänischer Komponist und Musikpädagoge († 1997)
- 10. März: Grete von Zieritz, österreichische Pianistin und Komponistin († 2001)
- 13. März: George King Raudenbush, US-amerikanischer Violinist und Dirigent († 1956)
- 13. März: Pantscho Wladigerow, bulgarischer Komponist († 1978)
- 17. März: Radie Britain, US-amerikanische Komponistin († 1994)
- 31. März: Franz Völker, deutscher Sänger (Tenor) († 1965)
- 05. April: Traute Flamme, deutsche Soubrette und Schauspielerin († 1968)
- 07. April: Robert Casadesus, französischer Pianist († 1972)
- 07. April: Victor Schiøler, dänischer Pianist († 1967)
- 09. April: Maimi von Mirbach, deutsche Cellistin und Mitglied der Bekennenden Kirche († 1984)
- 09. April: Raoul de Verneuil, peruanischer Komponist und Dirigent († 1975)
- 13. April: Friedrich Wilckens, österreichischer Komponist und Pianist († 1986)
- 18. April: Zdeněk Chalabala, tschechischer Dirigent († 1962)
- 21. April: Rolland-Georges Gingras, kanadischer Organist, Musikkritiker und Komponist († 1964)
- 21. April: Randall Thompson, US-amerikanischer Komponist und Musikpädagoge († 1984)
- 26. April: Joseph Fuchs, US-amerikanischer Geiger und Musikpädagoge († 1997)

Duke Ellington; * 29. April

- 29. April: Duke Ellington, US-amerikanischer Jazz-Komponist († 1974)
- 29. April: Yngve Sköld, schwedischer Komponist († 1992)
- 01. Mai: Jón Leifs, isländischer Komponist († 1968)

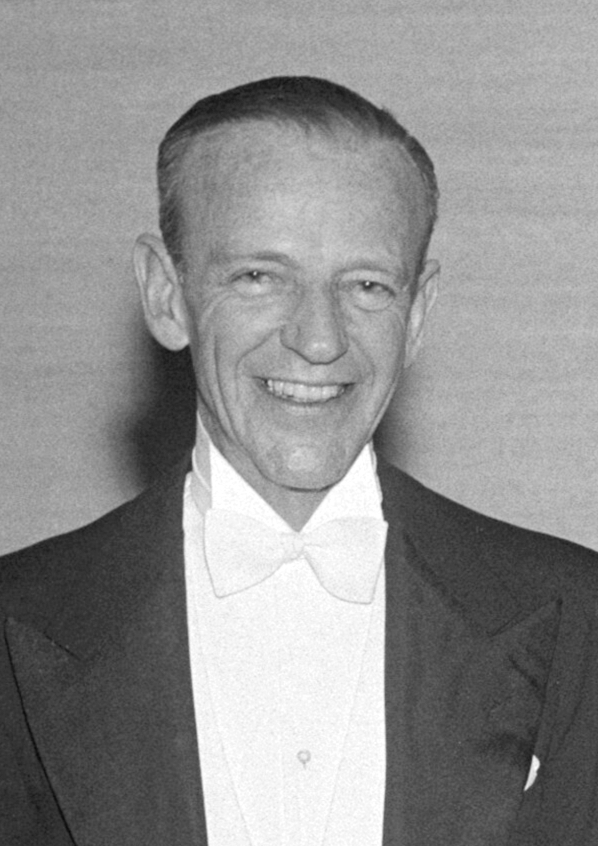
Fred Astaire; * 10. Mai

- 10. Mai: Fred Astaire, US-amerikanischer Tänzer, Sänger und Schauspieler († 1987)
- 18. Mai: Adelmo Melecci, kanadischer Organist, Komponist und Musikpädagoge († 2004)
- 21. Mai: Constantin Bobescu, rumänischer Violinist, Komponist, Dirigent und Musikpädagoge († 1992)
- 26. Mai: Reinhold Scharnke, deutscher Journalist, Musikschriftsteller, Musikkritiker, Komponist und Musikpädagoge († 1983)
- 08. Juni: Eugène Lapierre, kanadischer Organist, Komponist, Musikpädagoge und Autor († 1970)
- 10. Juni: Anita Berber, deutsche Tänzerin und Darstellerin († 1928)
- 13. Juni: Carlos Chávez Ramírez, mexikanischer Komponist und Musikpädagoge († 1978)
- 16. Juni: Carl Erich Kroschke, deutscher Tontechniker († nach 1944)
- 17. Juni: Édouard Souberbielle, französischer Organist und Musikpädagoge († 1986)
- 21. Juni: Pavel Haas, tschechischer Komponist († 1944)
- 27. Juni: Adolphe Sibert, austrofranzösischer Dirigent († 1991)
- 30. Juni: Jean-Marie Plum, belgischer Komponist und Organist († 1944)

### Juli bis Dezember
- 02. Juli: Leo Breiten, deutscher Unterhaltungskünstler, Sänger, Schlagzeuger und Textdichter († 1978)
- 04. Juli: Roy Henderson, schottischer Bariton und Musikpädagoge († 2000)
- 05. Juli: Suzanne Demarquez, französische Komponistin und Musikschriftstellerin († 1965)
- 05. Juli: Domingo Santa Cruz Wilson, chilenischer Komponist und Musikpädagoge († 1987)
- 06. Juli: Konrad Ameln, deutscher Hymnologe und Musikwissenschaftler († 1994)
- 21. Juli: Viktor Braun, österreichischer Schauspieler und Hörspielsprecher († 1971)
- 25. Juli: Henry Holst, dänischer Geiger und Musikpädagoge († 1991)
- 27. Juli: Nelly van Doesburg, niederländische Pianistin und bildende Künstlerin († 1975)
- 27. Juli: Harl McDonald, US-amerikanischer Komponist († 1955)
- 28. Juli: Madeleine de Valmalète, französische Pianistin und Musikpädagogin († 1999)
- 30. Juli: August Eichhorn, deutscher Musiker und Professor († 1980)
- 30. Juli: Gerald Moore, englischer Pianist und Liedbegleiter († 1987)
- 02. August: Cecilio Acosta Gadea, venezolanischer Pianist, Komponist, Schriftsteller und Journalist († 1957)
- 08. August: Frank Hanson, kanadischer Musikpädagoge und Komponist († 1975)
- 15. August: Tatjana Barbakoff, deutsche Tänzerin († 1944)
- 19. August: Romain Gour, kanadischer Sänger (Bariton) und Autor († 1968)
- 26. August: Erich A. Collin, deutscher Sänger († 1961)
- 30. August: Frederick Block, österreichischer Komponist († 1945)
- 31. August: Albert Akst, US-amerikanischer Musiker und Filmeditor († 1958)
- 31. August: Walter Müller von Kulm, Schweizer Komponist und Musikpädagoge († 1967)
- 02. September: Clemens Scheitz, deutscher Musiker und Schauspieler († 1980)
- 02. September: Theo Smit Sibinga, niederländischer Komponist, Cellist und Dirigent († 1958)
- 05. September: Helen Creighton, kanadische Musikethnologin und Volksliedsammlerin († 1989)
- 07. September: Isidore Soucy, kanadischer Fiddlespieler und Komponist († 1963)
- 10. September: Kenneth Western, britischer Schauspieler, Sänger und Comedian († 1963)
- 11. September: Jimmie Davis, US-amerikanischer Country-Sänger und Gouverneur von Louisiana († 2000)
- 13. September: Ephraim Amu, ghanaischer Komponist, Folklorist, Musikwissenschaftler und Pädagoge († 1995)
- 14. September: Else C. Kraus, deutsche Pianistin († 1978)
- 16. September: Hans Swarowsky, österreichischer Dirigent und Professor († 1975)
- 17. September: Hans Fischer, deutscher Musikpädagoge, Musikwissenschaftler und Komponist († 1962)
- 23. September: Odd Grüner-Hegge, norwegischer Komponist, Dirigent und Pianist († 1973)
- 24. September: Jovan Bandur, kroatischer Komponist († 1956)
- 24. September: Eduardo Hernández Moncada, mexikanischer Komponist, Pianist und Dirigent († 1995)
- 26. September: William L. Dawson, US-amerikanischer Komponist, Chorleiter und Musikpädagoge († 1990)
- 26. September: Irena Dubiska, polnische Geigerin und Musikpädagogin († 1989)
- 27. September: Luigi Picchi, italienischer Organist, Komponist und Musikpädagoge († 1970)
- 29. September: Robert Gilbert, deutscher Komponist, Textdichter, Sänger und Schauspieler († 1978)
- 05. Oktober: Little Hat Jones, US-amerikanischer Bluesmusiker († 1981)
- 19. Oktober: Sidonie Goossens, britische Harfen-Virtuosin († 2004)
- 25. Oktober: Alfred Quellmalz, deutscher Musikwissenschaftler († 1979)
- 00. Oktober: Kitty Brown, US-amerikanische Bluessängerin († nach 1990)
- 02. November: Walter Woolf King, US-amerikanischer Schauspieler und Sänger († 1984)
- 08. November: Sidney Beer, britischer Dirigent († 1971)
- 09. November: Tom Stacks, US-amerikanischer Jazzmusiker († 1936)
- 15. November: Leopold Querol i Roso, valencianischer Pianist, Komponist und Musikwissenschaftler († 1985)
- 17. November: Toscha Seidel, russischer Violinist († 1962)
- 20. November: Hermann Achenbach, deutscher Chorleiter, Gesangspädagoge und Lehrbeauftragter († 1982)

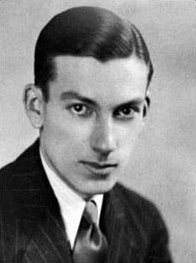
Hoagy Carmichael; * 22. November

- 22. November: Hoagy Carmichael, US-amerikanischer Komponist, Pianist, Schauspieler und Sänger († 1981)
- 22. November: Alex Moore, US-amerikanischer Sänger und Klavierspieler († 1989)
- 24. November: Jan Adam Maklakiewicz, polnischer Komponist († 1954)
- 26. November: Walter Gerwig, deutscher Musiker († 1966)
- 29. November: Arvid Kleven, norwegischer Komponist († 1929)
- 30. November: Hans Krása, tschechisch-deutscher Komponist († 1944)
- 02. Dezember: Peter Herman Adler, tschechisch-US-amerikanischer Dirigent († 1990)

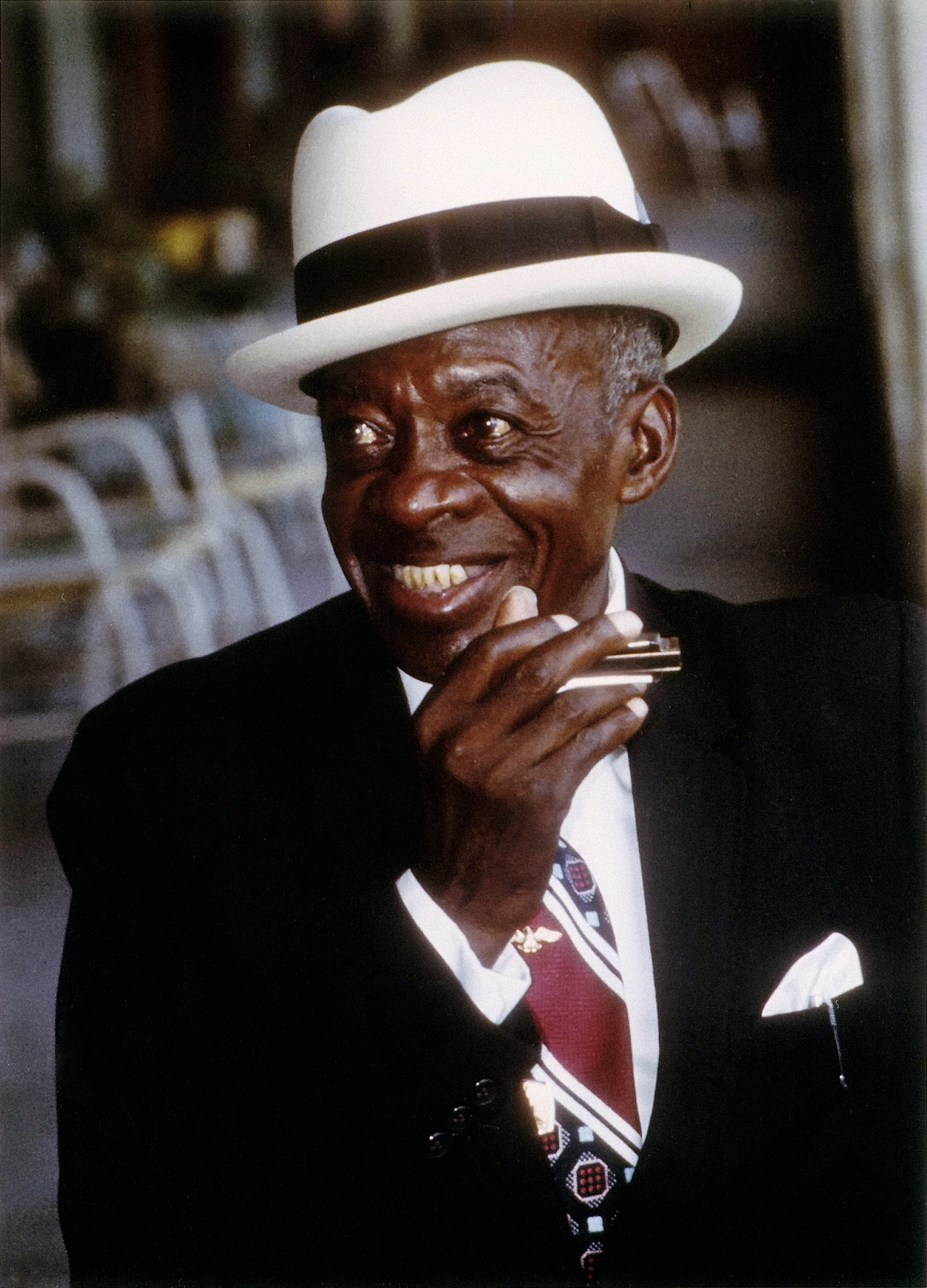
DeFord Bailey; * 14. Dezember

- 04. Dezember: Lucie Manén, deutsche Opernsängerin († 1991)
- 05. Dezember: Bolesław Woytowicz, polnischer Komponist, Pianist und Musikpädagoge († 1980)
- 06. Dezember: Charles Peaker, kanadischer Organist, Chorleiter und Musikpädagoge († 1978)
- 10. Dezember: Lili Wieruszowski, deutsch-Schweizer Organistin, Komponistin, Musikpädagogin und Kirchenmusikerin († 1971)
- 14. Dezember: DeFord Bailey, US-amerikanischer Countrymusiker († 1982)

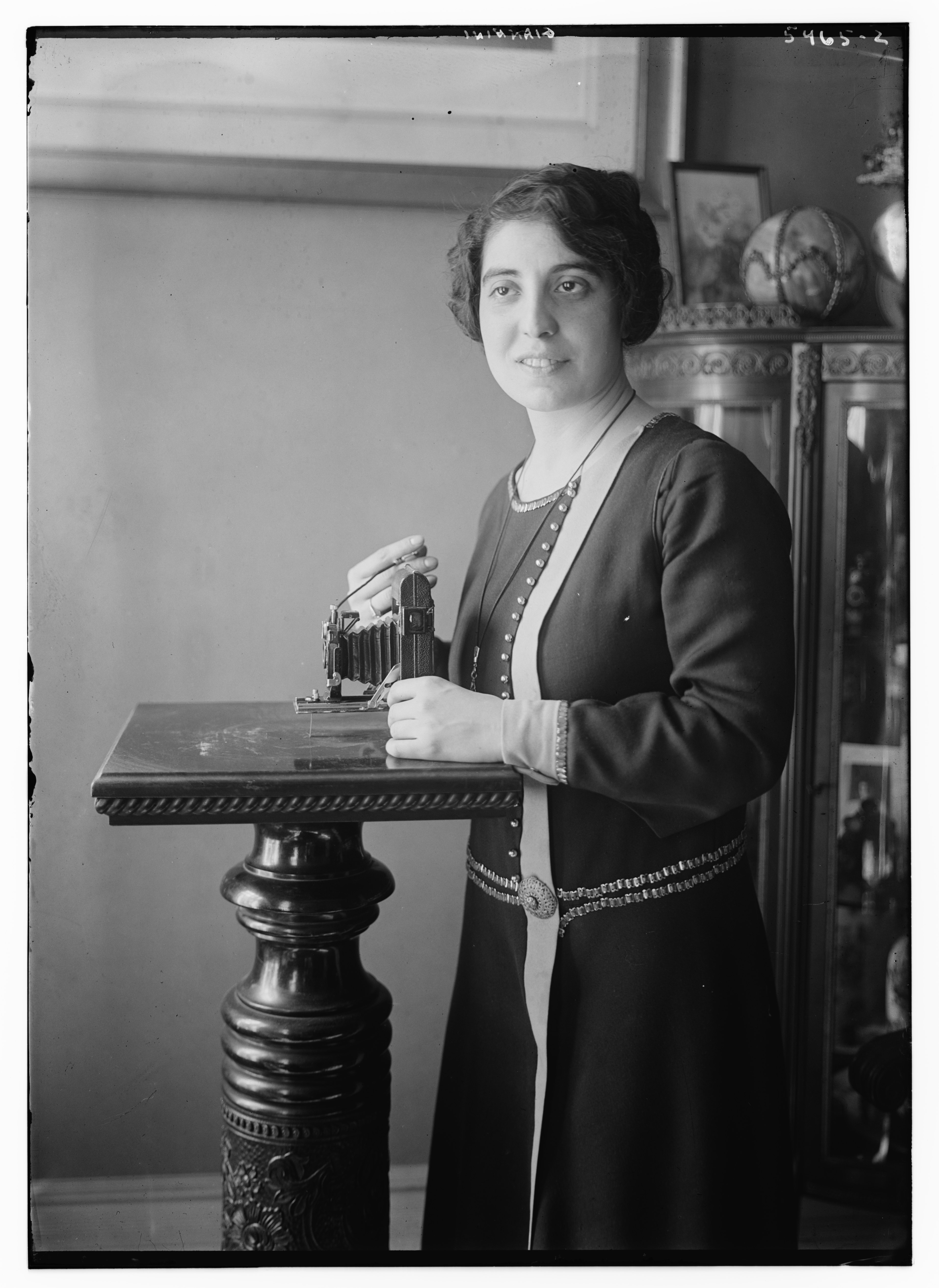
Dusolina Giannini; * 19. Dezember

- 19. Dezember: Dusolina Giannini, US-amerikanisch-italienische Sopranistin († 1986)
- 26. Dezember: Leopold Mannes, US-amerikanischer Pianist, Komponist, Musikpädagoge und Erfinder († 1964)
- 31. Dezember: Srikrishna Narayan Ratanjankar, indischer Sänger, Musikwissenschaftler und -pädagoge († 1974)
- 31. Dezember: Silvestre Revueltas, mexikanischer Komponist († 1940)

### Genaues Geburtsdatum unbekannt
- Victor Brault, kanadischer Sänger, Chordirigent und Musikpädagoge († 1963)
- Abdollah Davami, iranischer Sänger († 1980)
- André Durieux, kanadischer Geiger, Dirigent und Musikpädagoge († 1951)
- Grete Eweler, deutsche Geigerin († nach 1959)
- Mohammed Flayfel, libanesischer Komponist und Musiker († 1986)
- Al Plunkett, kanadischer Sänger († 1957)
- Willi Wörle, deutscher Opernsänger (Tenor) († 1944)

## Gestorben

### Todesdatum gesichert
- 15. Januar: George Gemünder, US-amerikanischer Geigenbauer (* 1816)
- 07. Februar: Sophie Bohrer, deutsche Pianistin und Komponistin (* 1828)
- 20. Februar: Heinrich Böckeler, deutscher Priester und Kirchenmusiker (* 1836)
- 23. Februar: Friedrich von Hausegger, österreichischer Musikwissenschaftler und Musikschriftsteller (* 1837)
- 27. Februar: Sophie Förster, deutsche Opern-, Konzert- und Bühnensängerin (* 1831 oder 1826)

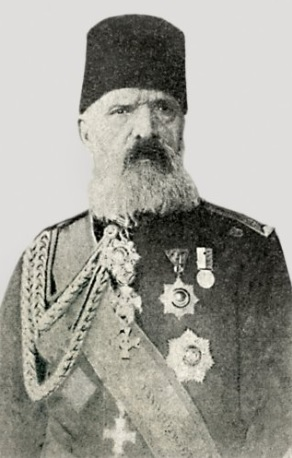
Callisto Guatelli; † 26. März

- 26. März: Callisto Guatelli, italienischer Dirigent, Musikpädagoge und Komponist (* 1819)
- 01. April: Josef Eisenkolb, rumäniendeutscher Komponist (* 1821)
- 17. April: Hans Balatka, US-amerikanischer Komponist (* 1825)
- 22. April: Jakob Müller, deutscher Orgelbauer (* 1834)
- 00. April: Victor Sieg, französischer Organist und Komponist (* 1837)
- 14. Mai: Friedrich Brandeis, österreichischer Pianist und Komponist (* 1835)
- 15. Mai: Elise Polko, deutsche Dichterin und Sängerin (* 1823)
- 17. Mai: Johann Jelaćić, deutscher Orgelbauer (* 1840)
- 18. Mai: Wendelin Kopetzký, böhmischer Komponist und Militärkapellmeister (* 1844)
- 03. Juni: Johann Strauss, österreichischer Komponist und „Walzerkönig“ (* 1825)
- 09. Juni: Ernst Heinrich Gebhardt, deutscher Liederdichter und Methodistenprediger (* 1832)
- 20. Juli: Charlotte de Rothschild, französische Gesellschaftsdame, Malerin und Kunstförderin (* 1825)

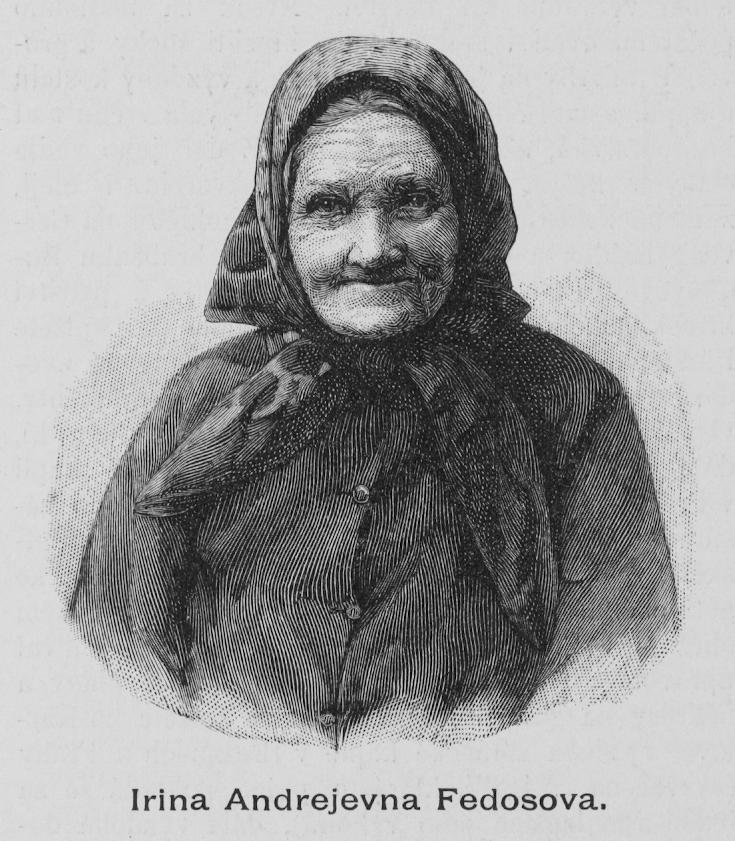
Irina Andreyevna Fedosova; † 22. Juli

- 22. Juli: Irina Andrejewna Fedossowa, russische Geschichtenerzählerin und Volksliedsängerin (* 1827)
- 22. Juli: Siegfried Saloman, dänischer Komponist (* 1816)
- 24. September: Carl Hardt, deutscher Klavierfabrikant (* 1822)
- 10. Oktober: Allan James Foley, irischer Opernsänger (Bass) (* 1835)
- 13. Oktober: Aristide Cavaillé-Coll, französischer Orgelbauer (* 1811)
- 13. Oktober: Wilhelm Speidel, deutscher Komponist, Pianist und Hochschullehrer (* 1826)
- 16. Oktober: Ludwig Zottmayr, deutscher Opernsänger (* 1828)
- 21. Oktober: Romain Bussine, französischer Sänger, Gesangspädagoge und Lyriker (* 1830)
- 23. Oktober: Ludwig Straus, österreichischer Geiger (* 1835)
- 27. November: Felipe Gutiérrez y Espinosa, puerto-ricanischer Komponist (* 1825)
- 07. Dezember: Antoni Kątski, polnischer Komponist und Pianist (* 1816)
- 21. Dezember: Charles Lamoureux, französischer Dirigent (* 1834)
- 21. Dezember: Robert Sipp, deutscher Violinist (* 1806)
- 28. Dezember: Dominique Ducharme, kanadischer Pianist, Organist und Musikpädagoge (* 1840)
- 31. Dezember: Carl Millöcker, österreichischer Operettenkomponist (* 1842)

### Genaues Todesdatum unbekannt
- Bonaventura Frigola i Fanjula, katalanischer Komponist, Kapellmeister und Musikpädagoge (* 1835)